# Crassiclava
Crassiclava é um gênero de gastrópodes pertencente à família Pseudomelatomidae.

## Espécies
- Crassiclava balteata Kilburn, 1988[2]
- Crassiclava layardi (Sowerby III, 1897)[3]
- Crassiclava omia (Barnard, 1958)[4]

Espécies trazidas para a sinonímia
- Crassiclava apicata Reeve, 1845: sinônimo de Crassispira apicata (Reeve, 1845)
- Crassiclava halistrepta (Bartsch, 1915): sinônimo de Clionella halistrepta (Bartsch, 1915)